# 古姆托
古姆托（德語：Gumtow）是德国勃兰登堡州的一个市镇，隶属于普里格尼茨县。总面积为213.15平方千米，截至2020年总人口为3327人。